# Et puis je sais
Singles de Johnny Hallyday
Dans un an ou un jour
(1992) True to you
(1992)
Clip vidéo
[vidéo] « Et puis je sais », sur YouTube
Et puis je sais est une chanson de Johnny Hallyday issue de son album de 1991 Ça ne change pas un homme.
En juin 1992, la chanson sort en single et atteint la 16e position dans les charts français.

## Développement et composition
La chanson est écrite et composée par Patrick Bruel et l'enregistrement produit par Mick Lanaro. Les deux artistes l'interprètent en duo à plusieurs reprises, au stade de France et au Forest National en 1998 lors de concerts d'Hallyday et en 2000 au Zénith de Paris ou Bruel se produit, (albums live Stade de France 98 Johnny allume le feu, Rien ne s'efface…).

## Liste des pistes
Single 7" 45 tours (1992, Philips  866 470-7)
1. Et puis je sais (3:58)
extrait de l'album Ça ne change pas un homme
2. Tutti, frutti (2:23)
extrait de la B.O.F La Gamine (remasterisé en digital)[4]

Single promo CD (1992, Philips 4235)
1. Et puis je sais (3:58)
extrait de l'album Ça ne change pas un homme
2. Tutti, frutti (2:23)
extrait de la B.O.F La Gamine (remasterisé en digital)[4]

## Classements
| Classement (1992) | Meilleure position |
| ----------------- | ------------------ |
| France (SNEP)     | 16                 |
| Classement (2017) | Meilleure position |
| France (SNEP)     | 197                |